# Bennäs
Bennäs (finska: Pännäinen) är en tätort och centralort i Pedersöre kommun i landskapet Österbotten i Finland. Vid tätortsavgränsningen den 31 december 2021 hade Bennäs 1 005 invånare och omfattade en landareal av 7,38 kvadratkilometer.
I orten finns Jakobstad-Pedersöre järnvägsstation vid Österbottenbanan där sidospåret Jakobstadsbanan avgrenas. Mellan järnvägsstationen och Jakobstad finns bussförbindelse. Genom Bennäs går Riksväg 8 och Regionalväg 741.
Bennäs utsågs till Årets by i Österbotten 2010. År 2010 ordnades finländska mästerskapen i stafettlöpning i Bennäs.